# Melanargia florina
Melanargia florina är en fjärilsart som beskrevs av Hans Fruhstorfer 1916. Melanargia florina ingår i släktet Melanargia och familjen praktfjärilar. Inga underarter finns listade i Catalogue of Life.